# Ceropegia convolvuloides
Ceropegia convolvuloides är en oleanderväxtart som beskrevs av Achille Richard. Ceropegia convolvuloides ingår i släktet Ceropegia och familjen oleanderväxter. Inga underarter finns listade i Catalogue of Life.